# 方銳
方锐（？—1546年6月7日），应天（今江苏省南京市）人，明朝外戚，明世宗孝烈皇后的父亲。
方皇后初为九嫔，方锐被授为锦衣正千户。嘉靖十三年（1534年），废张皇后，方氏由妃册封为皇后，方锐迁为都指挥使。扈从明世宗南巡，途中拜为左都督。既而封爵安平伯，嘉靖二十一年（1542年）進封安平侯。嘉靖二十五年五月初十乙丑（1546年）卒。贈太保，諡榮靖。子方承裕嘉靖二十六年（1547年）嗣爵襲安平伯。隆慶六年（1572年）正月丙寅，方承裕卒，朝廷采纳主事郭谏臣之言，安平伯停襲。
- 《明史·卷108·表第九·外戚恩澤表》
- 《明史·卷300·外戚传》